# Political Red Cross
Political Red Cross est le nom de plusieurs organisations qui apportent de l'aide aux prisonniers politiques pendant l'Empire russe puis en URSS.

## Histoire
La première organisation utilisant ce nom a été fondée à Saint-Pétersbourg en 1870 entre autres par Véra Figner, elle a soutenu les populistes arrêtés.
En 1881, la Red Cross Society of the People's Will est fondée par Yuri Bogdanovich, membre de Narodnaïa Volia.
À la fin des années 1890, la Society for Political Exiles and Prisoners est active à Saint-Pétersbourg. Elle trouve ses fonds grâce à des concerts de soutien, des lectures publiques et des dons par l'intelligentsia.
En 1901, face au refus de la Political Red Cross de soutenir des prisonniers anarchistes, ceux-ci créent l'Anarchist Black Cross.
Après la défaite de 1905, le soutien aux prisonniers politiques passe par le bureau des prisonniers politiques de Saint-Pétersbourg, membre de la Political Red Cross et géré par T.A. Bogdanovich avec E. Benoit comme trésorier. La commission des prisonniers sert de refuge aux prisonniers, aux déportés et à leurs familles, qui organisent des évasions.
Une des organisations les plus actives dans les années 1910 est un groupe soutenant les prisonniers enfermés dans la forteresse de Chlisselbourg.
Après la Révolution de Février, la Political Red Cross participe au retour à l'exil d'anciens prisonniers par le biais de la Society for Released Politicals.
En 1918, le Moscow Committee of the Political Red Cross est fondé par un groupe de révolutionnaires dont Iekaterina Pechkova. Il se renomme en 1922 PolitPomosch. L'organisation aide les proches des personnes arrêtées en essayant de connaître l'endroit où les détenus se trouvent, en apportant une aide matérielle et en tentant de faire pression sur les autorités pour obtenir leur libération. Elle continue ses activités jusqu'en 1938.